# Génesis: En la mente del asesino
Génesis: En la mente del asesino fue una serie española, emitida por la cadena de televisión Cuatro, durante dos temporadas y producida por la productora española Ida y Vuelta (Motivos personales, Círculo rojo, Física o Química) comenzó a emitirse el 3 de mayo de 2006 y finalizó su emisión el 22 de abril de 2007.
'Génesis: en la mente del asesino', cuenta el trabajo de una brigada especial de la policía, creada para combatir los crímenes más sádicos e inexplicables que pueden encontrarse, aunque al comienzo de su segunda temporada se centra más en el género policíaco de toda la vida.

## Sinopsis
Los integrantes de esta brigada especial de la policía deben investigar y resolver, crímenes con muy poco sentido y sin un móvil aparente que difícilmente se pueden resolver mediante los métodos de investigación habituales. El equipo aborda de una nueva manera la investigación de los casos, basando su trabajo sobre todo en la psicología y la antropología criminal. Para atrapar al asesino, se verán obligados a llegar hasta la génesis del mal.
El asesino suele tener una motivación perversa. Actúa de manera muy diferente a otros criminales. Por eso, el enfoque psicológico de su trabajo es de una gran importancia. En ocasiones llegan a retar a los policías en tono de juego macabro. En otros casos, el criminal se basa en hechos históricos, cuadros, etc, para realizar sus crímenes.

## Personajes

### 1ª y 2ª temporada
Mateo Rocha (Pep Munné) (2006-2007)
Es el líder de la brigada y quien mayor experiencia tiene. Es un policía inteligente e intuitivo y con gran capacidad para tener una visión general de la situación, cuando está en la escena del crimen. Sabe dirigir a su equipo con eficacia y lo único que le importa es resolver el caso.
Daniel Rocha (Quim Gutiérrez) (2006-2007)
Aunque es joven, es un magnífico policía científico. Es extrovertido y entusiasta de su trabajo. Tiene un sentido del humor un tanto macabro que llega a desconcertar a sus compañeros. Es el hermano pequeño de Mateo Rocha (jefe de la brigada) y por eso deberá superarse así mismo en cada caso.
Laura (Sonia Almarcha) (2006-2007)
Precisa y metódica en su trabajo, aunque fría y distante con sus compañeros. Probablemente su frialdad se deba a todas la horas que pasa junto a sus cadáveres.

### 1ª temporada
Lola Casado (Verónica Sánchez) (2006)
Psicóloga criminal y antropóloga.Trata de escarbar en la mente del asesino para conseguir atraparlo. Se nota cierta tensión sexual entre ella y Daniel.
Gustavo (Álvaro Baguena) (2006)
Inspector jefe bastante eficaz. Aunque se preocupa demasiado por actuar dentro de los márgenes de la ley, pero a la hora de tomar decisiones no le tiembla la mano. Defiende a la brigada a capa y espada, excepto cuando la investigación roza las esferas de poder.
Fátima (María Almudever) (2006)
Es una de las mejores en su trabajo, policía científica. Forma un buen equipo con su compañero Daniel. Tiene una naturalidad y una frescura, que aportan vida a la brigada.

### 2ª temporada
Álex Pizarro (Fanny Gautier) (2007)
Policía judicial con una dilatada experiencia. Ha llegado hasta aquí gracias a trabajar duro y a su competitividad. Cuando piensa que tiene razón, se enfrenta aquin sea y como sea. Aunque en un principio está deseosa por conseguir el puesto de Mateo, se acabara sintiendo atraída por él.
Sofía Santana (Juana Acosta) (2007)
Es una buena policía científica y bastante observadora. Es de origen colombiano y su padre, que fue ministro en Colombia gracias a sus contactos la enchufa en la brigada. A lo largo de los casos mostrara que realmente se merece estar donde está.
Julian Balaguer (Enrique Arce) (2007)
Policía judicial. Su teoría es que el fin siempre justifica los medios. Tendrá algún que otro problema por meterse donde no debe, saliendo ileso de estos por el enorme carisma que tiene. Se siente orgulloso de ser como es.
Jose "Seca" Carlos Martin † (Roger Coma) (2007)
Es el cabecilla del departamento judicial. Tiene unos enormes conocimientos teóricos lo que junto a su prodigiosa memoria hacen que sea clave para resolver los casos, aunque no le sirvan de nada para los interrogatorios.

### Actores Episódicos

#### 1ª temporada
Gabriel Latorre, Nando González, Álvaro Monje, José Monto, José Carrasco, Ramón Quesada, Zoe Barriatúa, Pedro Casablanc, Luis Hostalot, Alber Ponte, José Luis Santos, Jimena Trueba, Críspulo Cabezas, Fernando Cuesta, Empar Ferrer, Álex García, Sara Martín, Felipe Vélez, Ferran Carvajal, Fernando Cueto, Ruth Díaz, Marco González, Mulie Jarjo, Ana Labordeta, Manuela Paso, Javier Quientas, Ángela Baena, Antonio Cifo, Gabriel Cuesta, Mónica Vic, Ramón Barea, Javier Botet, Andrea Guardiola, Javier Holgado, Ángeles Lamuño, Margarita Mas, Manolo Monteagudo, Roberto Álamo, Javier Ambrossi, Raúl Arévalo, Juanma Lara, Resu Morales, Oscar Velado, Borja Vera, Carmen Gutiérrez, José María Sacristán, Mariano Venancio, Manu Fullola, Pablo Rivero, Sonia Javaga, Marta Calvó, Jesús Berenguer y Manuel de Blas.

#### 2ª temporada
Raúl Prieto, Miguel Foronda, Rafael Ramos de Castro, Lluïsa Mallol, Ivan Ugalde, Silvia Rey, Sergi Ruiz, Itziar Álvarez, Teresa Arbolí, Pau Cólera, Barbara Carvalho, Chusa Barbero, José Luis Torrijo, Javier Cidoncha, Eduardo Torroja, Carlota Frisón, Pedro Cunha, Marta Tebar, Fernando Moraleda, Marta Fernández, Fernando Cayo, Borja Elgea, Guadalupe Lancho, Carlos Martínez, Víctor Benjumea, Iría Moreno, Carmen del Valle, Victoria Mora, Francesc Tormos, Laura Domínguez, Amparo Alcoba, Ramiro Alonso, Sergio Pineda, Pep Molina, David Pinilla, Andres Herrera, Óscar Zafra, Violeta Pérez, Elisabet Galabert, Nisolas Gaude, Carlos Olalla, Héctor Claramunt, Nacho Pérez, Héctor Tomás, Manuel Mata, Alberto Mateo, Santiago Meléndez, Jorge Monje, Luis Zahera, Jordi Planas, Núria Prims, Melida Molina, Paco Manzanedo, María Elena Flores, Fernando Chinarro, Manuel Andrés, Eleazar Ortiz, David Bagés, Julio Arrojo, Erik Probanza, Balbino Lacosta, Gorka Moreno, Nicky Negrete, Paco Hidalgo, Joxean Bengoetxea, María Pedroviejo, Paca Barrera, Laura More, Isidro Montalvo, Adrián Lastra, Manolo Caro, José Luis Patiño, Eliana Sánchez, Óscar Casas, Mario Zorrilla, Màrius Hernández, Belén Verdugo, Gotzon Sánchez, Alejandra Lorenzo, Vicente Romero, Alicia Martínez, Monti Castiñeiras, Lucía Quintana, Coté Soler, Ángel Burgos, Cristina Camisón, Fernando Campo, Miryam Gallego, Irene Anula, Javier Coll, Julio Vélez, Nacho Casalvaque, Víctor Clavijo y Ivan G. Anderson.

## Capítulos

### Primera temporada (2006)
| N.º | Título                       | Dirigido por          | Escrito por                                      | Fecha de emisión original | Audiencia        |
| --- | ---------------------------- | --------------------- | ------------------------------------------------ | ------------------------- | ---------------- |
| 1   | «Los desastres de la guerra» | Ignacio Mercero       | Dario Madrona, Andoni de Carlos y Carlos Montero | 3 de mayo de 2006         | 1 127 000 (6,1%) |
| 2   | «Las lágrimas de Raimmis»    | Javier Quintas        | Javier Holgado y Carlos Vila                     | 10 de mayo de 2006        | 658 000 (3,6%)   |
| 3   | «La estrella de Satán»       | Juan González Gabriel | Dario Madrona y Adoni de Carlos                  | 17 de mayo de 2006        | 656 000 (3,6%)   |
| 4   | «Ojos sin vida»              | Ignacio Mercero       | Dario Madrona                                    | 24 de mayo de 2006        | 1 020 000 (5,8%) |
| 5   | «Pacto de sangre»            | Juan González Gabriel | Aitor Gabilondo                                  | 31 de mayo de 2006        | 778 000 (4,5%)   |
| 6   | «En la oscuridad»            | Javier Quintas        | Andoni de Carlos y Diego Sotelo                  | 7 de junio de 2006        | 742 000 (4,6%)   |
| 7   | «Suicidas»                   | Ignacio Mercero       | Dario Madrona                                    | 14 de junio de 2006       | 776 000 (4,7%)   |
| 8   | «La virtud del asesino (I)»  | Juan González Gabriel | Jose Luis Latasa y José Antonio Valverde         | 21 de junio de 2006       | 748 000 (4,8%)   |
| 9   | «La virtud del asesino (II)» | Javier Quintas        | Aitor Gabilondo                                  | 28 de junio de 2006       | 645 000 (4,3%)   |

### 2ª Temporada, Domingo
- 1 El árbol de la vida (1.522.000 y 7,6%)
- 2 Secuestro (1.247.000 y 6,7%)
- 3 El candidato (1.330.000 y 7,1%)
- 4 Causa desconocida (1.043.000 y 5,6%)
- 5 Obsesión (1.138.000 y 6,3%)
- 6 Caza mayor (1.198.000 y 6,5%)
- 7 En la carretera (1.063.000 y 5,7%)
- 8 Voces (843.000 y 4,7%)
- 9 Alta seguridad (1.129.000 y 6,5%)
- 10 Sin aliento (1.050.000 y 6,1%)
- 11 Handicap (1.060.000 y 6,7%)
- 12 Fotos familiares (1.015.000 y 5,9%)
- 13 Solteros (1.108.0006,7%)

### Audiencia Media
- 1ª temporada - (794.000 espectadores;4,6%)
- 2ª temporada - (1.134.000 espectadores;6,3%)
- Las dos juntas (964.000 espectadores;5,4%)

## Curiosidades
- A pesar de sus bajas audiencias, ha sido nominada a premios internacionales como  Premios Seoul Drama Awards 2007.
- Verónica Sánchez, dejó la exitosa serie Los Serrano para protagonizar Génesis.
- Supuso la primera serie a nivel nacional de Quim Gutiérrez.
- Supuso el regreso a las series de televisión de la actriz Juana Acosta, después de sus papeles en las series Javier ya no vive solo, Policías; en el corazón de la calle y el episodio de El comisario.
- Génesis junto al Comisario y Los Protegidos han sido las únicas series en las que ha participado Roger Coma a nivel nacional. Aunque en el 2014-2015 hizo un papel principal en la serie de sobremesa Amar es Para Siempre y a partir de 2016 en Seis Hermanas
- Adrián Lastra y David Bagés, que han participado episódicamente en la serie, han sido protagonistas de otras ficciones de la cadena, como Corta-T y 7 días al desnudo respectivamente.

## Emisión en el extranjero
- "Génesis", a Polonia, Suiza, Mónaco, Italia y República Chechena
  - En la mente del asesino, ésta se ha vendido a Polonia (Polskie Media), Suiza, Mónaco, Italia (Cattleya) y República Chechena (Barrandov Televizini).
  - La serie había sido ya adquirida por la cadena francesa M6, que compró sus dos temporadas, y por la compañía distribuidora europea Bavaria.
  - También ha sido emitida o tienen previsto emitirla en diferentes canales de televisión de países de Hispanoamérica.

| Predecesor: 1 equipo y 4x4                         | Génesis: En la mente del asesino 1ª Temporada 2006 | Sucesor: Copa Mundial de Fútbol de 2006 y El traidor |
| Predecesor: Matrimonio con hijos y Los Simuladores | Génesis: En la mente del asesino 2ª Temporada 2007 | Sucesor: La habitación perdida                       |

- Datos: Q2298573